# Sán lá máu
Schistosoma là một chi sán lá, thường được gọi là sán lá máu. Chúng là các loài giun dẹp ký sinh gây ra một nhóm bệnh truyền nhiễm nghiêm trọng ở con người gọi là bệnh sán máng, được Tổ chức Y tế Thế giới coi là bệnh ký sinh trùng gây tàn phá kinh tế-xã hội lớn thứ hai (sau bệnh sốt rét), với hàng trăm triệu người bị nhiễm trên toàn thế giới.
Giun dẹp trưởng thành ký sinh vào các mao mạch máu của mạc treo hoặc đám rối của bàng quang, tùy thuộc vào loài lây nhiễm. Chúng là loài độc nhất trong số các loài sán lá và bất kỳ loài giun dẹp nào khác ở chỗ chúng là loài lưỡng tính với sự dị hình giới tính khác biệt giữa con đực và con cái. Hàng ngàn trứng được phóng thích và đến bàng quang hoặc ruột (tùy theo loài lây nhiễm), sau đó chúng được thải ra ngoài theo nước tiểu hoặc phân đến nước ngọt. Sau đó ấu trùng phải đi qua vật chủ trung gian là ốc sên, trước khi giai đoạn ấu trùng tiếp theo xuất hiện ký sinh trùng có thể lây nhiễm sang vật chủ động vật có vú mới bằng cách xâm nhập trực tiếp vào da.

## Hình ảnh

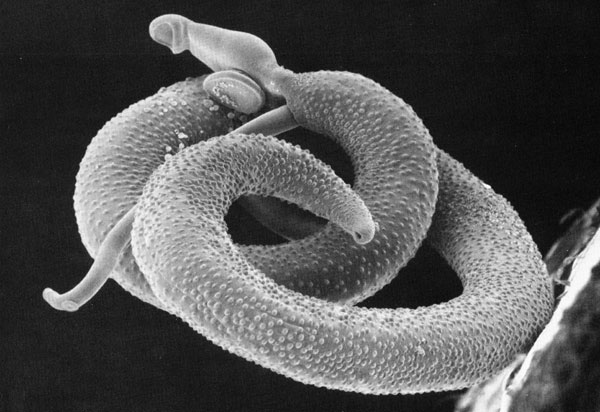
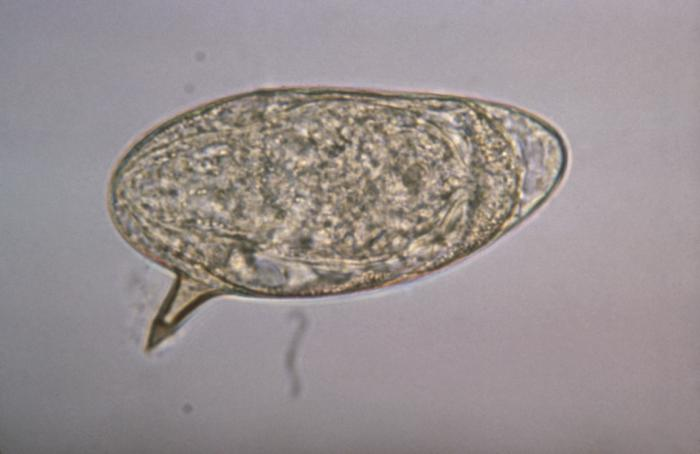
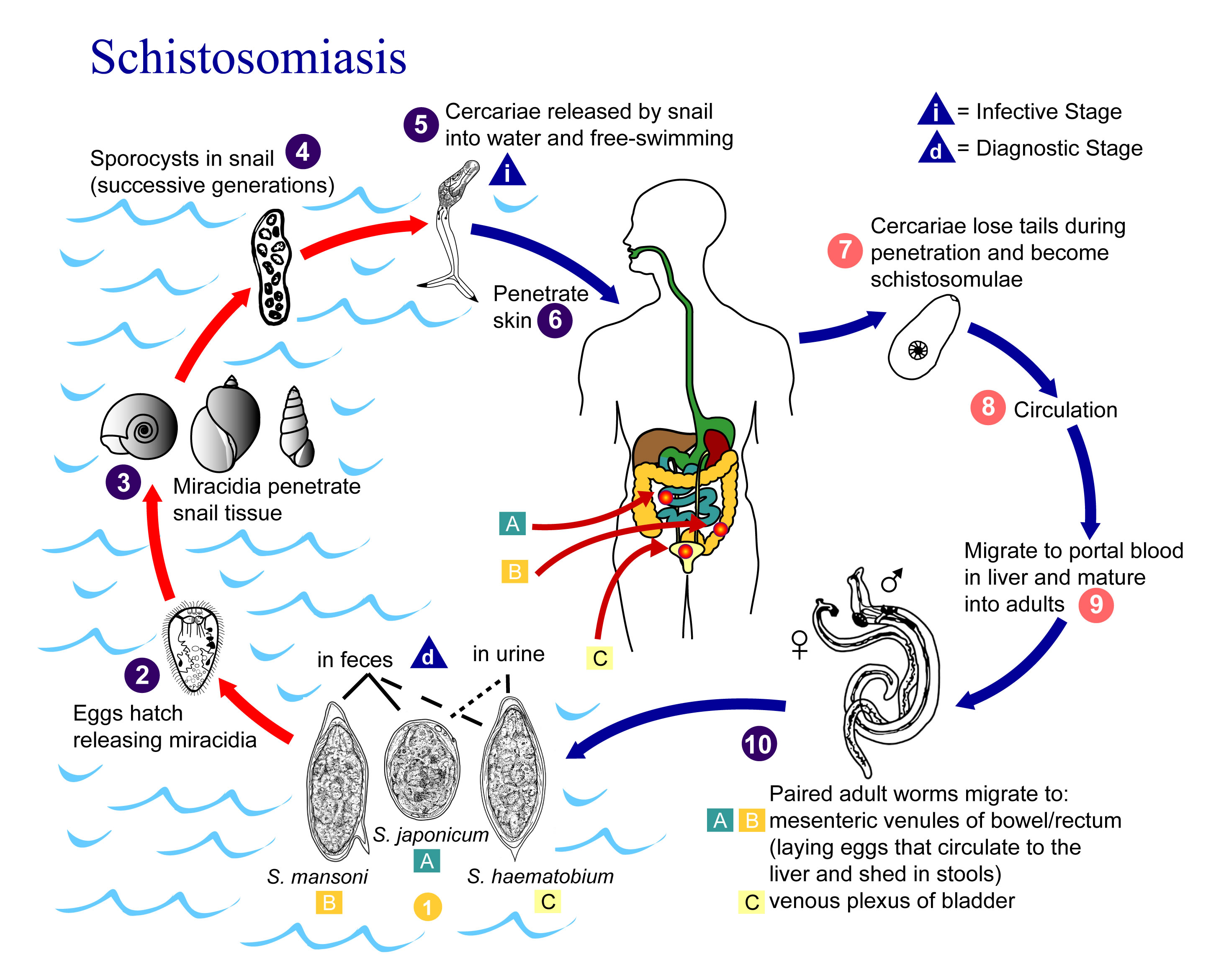
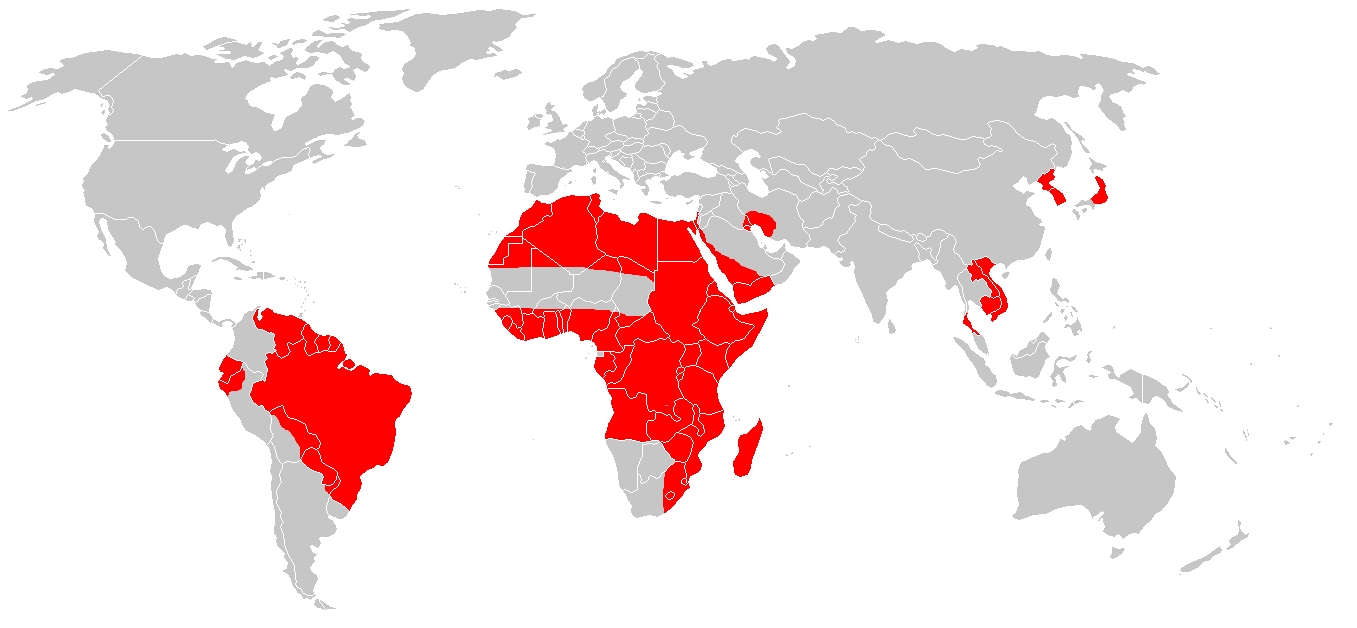